# Pariški sporazum
 Ovo je glavno značenje pojma Pariški sporazum. Za druga značenja pogledajte Pariški ugovor.
Pariški sporazum o klimatskim promjenama (franc. Accord de Paris) je klimatski sporazum potpisan na 21. zasjedanju Konferencije stranaka (COP 21) Okvirne konvencije Ujedinjenih naroda o promjeni klime (UNFCCC) u Parizu 2015. godine.
Sporazum je postignut 12. prosinca 2015. godine, a stupio je na snagu 4. listopada 2016. godine nakon ratifikacije Europske unije. Do prosinca 2016. godine sporazum su potpisale 194 države članice UNFCCC-a, a njih 118 su ga ratificirale.
Glavni cilj sporazuma jest ograničavanje globalnog zatopljenja na temperature „znatno ispod“ 2°C, osiguravanje opskrbe hranom, ali i ojačavanje kapaciteta država da se bore s posljedicama klimatske promjene, razvoj novih „zelenih“ tehnologija i pomaganje slabijim, ekonomski manje razvijenim članicama u ostvarenju svojih nacionalnih planova o smanjenju emisija. Također se navodi da je cilj do kraja 21. stoljeća u potpunosti anulirati emisiju 

## Kontekst
Globalno zatopljenje jedan je od najvećih problema današnjice. Sedamdesetih godina 20. stoljeća počeo se spominjati utjecaj ljudi na klimu, a 80-ih je pojam populariziran i sve se češće spominjao u znanstvenoj zajednici, ali i javnosti. Novoustrojeni Međuvladino tijelo za klimatske promjene UN-a 1990. godine objavio je svoje prvo izvješće o klimatskim promjenama u kojima „s velikom sigurnošću“ potvrđuje ljudski faktor u globalnom zagrijavanju te potencijalne opasnosti nastavi li čovječanstvo živjeti bez obaziranja na klimu. To je rezultiralo konferencijom u Rio de Janeiru 1992. godine, ustrojavanjem UNFCCC-a i započelo je intenzivnije praćenje klimatskih promjenja i smanjenje ljudskog djelovanja na njih.
U Japanu je 1997. godine potpisan Protokol iz Kyota koji nije imao prevelikog učinka jer je stupio na snagu 8 godina kasnije, tek 2005. godine, a SAD (uz Kinu najveći zagađivač i emiter stakleničkih plinova) ga nije prihvatio. Sve to rezultiralo je željom (dijela) međunarodne zajednice o općem, obvezujućem klimatskom sporazumu koji bi postigao sve ono što Kyoto nije uspio, ali i više (Kyoto je, po današnjim standardima, bio „blag“ sporazum). Europska unija je posebno bila zainteresirana za takav sporazum jer je odlučila postati globalni lider u zelenim tehnologijama i održivom razvoju pa je posljedično tome u Parizu održana 21. Konferencija stranaka UNFCCC-a.
Samu važnost konferencije i sporazuma prepoznale su države članice UN-a, ali i religiozni i socijalni akteri, primjerice Papa Franjo (u svojoj enciklici Laudato si) i Međunarodna konfederacija sindikata (ITUC), a fokus je bio na Sjedinjenim Državama i Kini kao najvećim zagađivačima i emiterima stakleničkih plinova.

## Konferencija
Zasjedanje 21. Konferencije stranaka Okvirne konvencije Ujedinjenih naroda o promjeni klime započelo je u Parizu 30. listopada 2015., a završilo 12. prosinca 2015. godine. Zasjedanje je bilo jedna od najvećih svjetskih konvencija, s 50 000 posjetitelja od čega 25 000 delegata vlada, međunarodnih organizacija, UN agencija, nevladinih organizacija i organizacija civilnog društva. Zbog terorističkih napada koji su se dogodili u studenome iste godine, osiguranje je bilo na najvišoj razini s 30 000 policajaca raspoređenih diljem zemlje. Konferenciji je prisustvovalo 195 država (popis je u tablici potpisnica), a 146 njih je predstavilo svoje nacionalne akcijske planove za smanjenje emisija. Konferencija je rezultirala Pariškim sporazumom o klimatskim promjenama, prvim međunarodnim sporazumom takve vrste.
|  |  |  |  |

## Cilj i efekti
U Pariškom sporazumu o klimatskim promjenama stoji da je sporazum postignut "u kontekstu održivog razvoja i nastojanja za iskorjenjivanje siromaštva" te nastoji pojačati globalni odgovor na opasnost od klimatskih promjena svojim glavnim mjerama:
- zadržati povećanje globalne prosječne temperature na 2°C iznad razina u predindustrijskom razdoblju te poduzeti mjere u svrhu ograničavanja rasta globalne prosječne temperature iznad 1,5°C iznad razina u predindustrijskom razdoblju;
- povećati sposobnost prilagodbe posljedicama klimatskih promjena i poticati smanjenje emisija stakleničkih plinova na način kojim se ne ugrožava proizvodnja hrane;
- osigurati financiranje projekata koji smanjuju emisiju stakleničkih plinova i povećavaju otpornost na klimatske promjene.

Borba za usporavanje i zaustavljanje klimatskih promjena u Sporazumu je prepoznata kao metoda ostvarivanja šireg cilja međunarodne zajednice: borbe protiv nejednakosti i postizanja održivog razvoja na razini cijelog planeta.
Problem sporazuma je što ne uspostavlja nikakve mehanizme penaliziranja država zbog nepostizanja ciljeva navedenih u nacionalnom planu, ili zbog nedovoljno radikalnih akcijskih planova. Takvi mehanizmi zahtijevali bi puno više vremena (i otpora) do uspostave, te se sve svodi na odgovornost članica Konfenrencije stranaka. Primjerice, američki predsjednik Donald Trump više je puta izjavio da je Sporazum loš po Sjedinjene Američke Države, te su SAD 1. lipnja 2017. istupile iz sporazuma. 

## Odredbe sporazuma
Sporazumom je određeno da se svi doprinosi pojedinih država-potpisnica (u tekstu sporazuma koristi se i naziv stranka) ostvaruju kroz nacionalne planove. Nacionalni planovi donose se periodično i svaki bi trebao biti napredak u odnosu na prethodni plan te odražavati najviši mogući cilj svake stranke (države-potpisnice). Ističe se da bi razvijene zemlje trebale predvoditi provedbu ciljeva smanjenja emisija na razini cjelokupnog gospodarstva, dok bi zemlje u razvoju trebale ublažavati svoje emisije po pojedinim kategorijama, a tek s vremenom prijeći na smanjenje i ograničavanje emisija cjelokupnog gospodarstva. U tome bi im potporu trebale pružiti razvijene države.
Od posebne važnosti za Hrvatsku, ali i Europsku uniju je članak 18. koji govori da se stranke koje zajednički djeluju unutar regionalne organizacije za gospodarsku integraciju svaka zasebno smatraju odgovorne za svoju razinu emisija, dakle ako postoji članica Unije koja ne ispuni svoje kvote i nacionalne planove, ona se smatra odgovornom te može biti penalizirana od strane Europske komisije.
Kako bi se olakšalo državama, Konferencija stranaka Okvirne konvencije Ujedinjenih naroda o promjeni klime uspostavila je mehanizam za doprinos ublažavanju emisija stakleničkih plinova i potporu održivom razvoju, kojim se stranke mogu dobrovoljno koristiti. Ciljevi mehanizma su
- promicanje ublažavanja emisija stakleničkih plinova uz poticanje održivog razvoja;
- poticanje i olakšavanje sudjelovanja javnosti i privatnih subjekata u smanjenju emisija;
- doprinos smanjenju razina emisija u pojedinoj stranci na temelju drugih metoda ublažavanja u toj stranci ili drugim strankama;
- postizanje sveukupnog ublažavanja globalnih emisija.

Važna je treća točka spomenutog mehanizma, jer prepoznaje ulančanost reakcija i da svaka država nije sustav za sebe, već se posljedice emisija pojedinih država osjećaju globalno. Sukladno tome, prepoznaje se da su prilagodbe na klimatske promjene "globalni izazov s kojim se suočavaju svi dionici na lokalnoj, podnacionalnoj, nacionalnoj, regionalnoj i međunarodnoj razini". Uspostavljaju se mehanizmi suradnje država u mjerama prilagodbi, poput razmjena informacija i znanja o prilagodbi, jačanju institucija nadležnih za prilagodbu, ali i jačanje znanstvenih kapaciteta kako bi se što bolje ustvrdile točne posljedice promjene klimatskih uvjeta, i koje prilagodbe bi se u skladu s time trebale provesti. Tu je značajan i Varšavski međunarodni mehanizam za gubitke i štetu povezane s utjecajima klimatskih promjena, jedan od načina kojim se uspostavlja bolja kontrola nad katastrofalnim posljedicama klimatskih promjena. Predlažu se mjere za ojačavanje Varšavskog mehanizma, poput sustava ranog upozoravanja, povećanje spremnosti na izvanredne događaje i osnivanje instrumenata za osiguranje od rizika.
U daljnjem tekstu sporazuma navodi se da je tehnologija izuzetno bitna komponenta kod provedbi mjera ublažavanja i mjera prilagodbi na klimatske promjene. Tu se prije svega misli na "zelene tehnologije" poput obnovljivih izvora energije, ali povećanja energetske učinkovitosti. U razvoju takvih tehnologija Europska unija prednjači u svijetu, a ovaj sporazum ju obvezuje da potpomaže i druge, slabije razvijene države u razvoju svojih kapaciteta. Financijski mehanizam Konvencije stavlja se na raspolaganje kod razvoja novih tehnologija, čime se naglašava važnost takvih tehnologija za cijelu međunarodnu zajednicu.
Napredak država u provođenju nacionalnih planiva evalunira se od strane skupine stručnjaka na periodičnoj bazi, uz potpunu transparentnost. Sporazum poziva i na transparentnost država u svim nacionalnim planovima koje donose. Nacionalni planove podnose se tajništvu Konferencije stranaka i moraju sadržavati:
- izvješće o nacionalnom inventaru antropogenih emisija stakleničkih plinova prema izvorima i njihovom uklanjanju pomoću ponora (primjerice, šuma, kojima je posvećen cijeli jedan članak konvencije), izrađeno uz primjenu jednistvene metodologije koju je prihvatilo Međuvladino tijelo za klimatske promjene;
- informacije potrebne za praćenje napretka postignutog u provedbi i ostvarenju nacionalno utvrđenih doprinosa.

Uz podnesene nacionalne planove moraju se dostavljati i izvješća o financiranju nerazvijenih zemalja. Konferencija stranaka svakih 5 godina sprovodi globalni pregled stanja kako bi procijenila kolektivni napredak u smjeru postizanja svrhe Sporazuma, a prvi takav pregled na rasporedu je 2023. godine.

## Ratifikacija
Pariški sporazum o klimatskim promjenama otvoren je za potpisivanje u sjedištu Ujedinjenih naroda u New Yorku od 22. travnja 2016. (Dan planeta Zemlje) do 21. travnja 2017. Sporazum stupa na snagu trideset dana nakon što je 55 stranaka Konvencije koje čine i 55 % emisija položilo isprave o potpisivanju, ratifikaciji i pristupanju Sporazumu, uvjet koji je postignut 4. listopada ratifikacijom Europske unije (ratifikacije država članica Unije koje zahtijevaju vlastitu ratifikaciju to su učinile već sljedećeg dana).
| Država                                                  | Udio u ukupnim emisijama | Datum potpisivanja | Datum ratifikacije  |  |
| ------------------------------------------------------- | ------------------------ | ------------------ | ------------------- |  |
| Narodna Republika Kina                                  | 20,09%                   | 22. travnja 2016.  | 3. rujna 2016.      |  |
| Sjedinjene Američke Države                              | 17,89%                   | 22. travnja 2016.  | 3. rujna 2016.      |  |
| Europska unija                                          | 12,08%                   | 22. travnja 2016.  | 4. listopada 2016.* |  |
| Savezna Republika Njemačka                              | 2,56%                    | 22. travnja 2016.  | 5. listopada 2016.  |  |
| Ujedinjena Kraljevina Velike Britanije i Sjeverne Irske | 1,55%                    | 22. travnja 2016.  | 18. studenoga 2016. |  |
| Francuska Republika                                     | 1,34%                    | 22. travnja 2016.  | 5. listopada 2016.  |  |
| Talijanska Republika                                    | 1,18%                    | 22. travnja 2016.  | 11. studenoga 2016. |  |
| Republika Poljska                                       | 1,06%                    | 22. travnja 2016.  | 7. listopada 2016.  |  |
| Kraljevina Španjolska                                   | 0,87%                    | 22. travnja 2016.  |                     |  |
| Kraljevina Nizozemska                                   | 0,53%                    | 22. travnja 2016.  |                     |  |
| Češka Republika                                         | 0,34%                    | 22. travnja 2016.  |                     |  |
| Kraljevina Belgija                                      | 0,32%                    | 22. travnja 2016.  |                     |  |
| Rumunjska                                               | 0,30%                    | 22. travnja 2016.  |                     |  |
| Helenska Republika                                      | 0,28%                    | 22. travnja 2016.  |                     |  |
| Republika Austrija                                      | 0,21%                    | 22. travnja 2016.  | 5. listopada 2016.  |  |
| Portugalska Republika                                   | 0,18%                    | 22. travnja 2016.  | 5. listopada 2016.  |  |
| Republika Finska                                        | 0,17%                    | 22. travnja 2016.  | 14. studenoga 2016. |  |
| Irska                                                   | 0,16%                    | 22. travnja 2016.  | 4. studenoga 2016.  |  |
| Republika Bugarska                                      | 0,15%                    | 22. travnja 2016.  | 29. studenoga 2016. |  |
| Kraljevina Danska                                       | 0,15%                    | 22. travnja 2016.  | 1. studenoga 2016.  |  |
| Mađarska                                                | 0,15%                    | 22. travnja 2016.  | 5. listopada 2016.  |  |
| Kraljevina Švedska                                      | 0,15%                    | 22. travnja 2016.  | 13. listopada 2016. |  |
| Slovačka Republika                                      | 0,12%                    | 22. travnja 2016.  | 5. listopada 2016.  |  |
| Republika Hrvatska                                      | 0,07%                    | 22. travnja 2016.  |                     |  |
| Republika Estonija                                      | 0,06%                    | 22. travnja 2016.  | 4. studenoga 2016.  |  |
| Republika Litva                                         | 0,05%                    | 22. travnja 2016.  |                     |  |
| Republika Slovenija                                     | 0,05%                    | 22. travnja 2016.  | 16. prosinca 2016.  |  |
| Republika Latvija                                       | 0,03%                    | 22. travnja 2016.  |                     |  |
| Veliko Vojvodstvo Luksemburg                            | 0,03%                    | 22. travnja 2016.  | 4. studenoga 2016.  |  |
| Republika Cipar                                         | 0,02%                    | 22. travnja 2016.  |                     |  |
| Republika Malta                                         | 0,01%                    | 22. travnja 2016.  | 5. listopada 2016.  |  |
| Ruska Federacija                                        | 7,53%                    | 22. travnja 2016.  |                     |  |
| Republika Indija                                        | 4,10%                    | 22. travnja 2016.  | 2. listopada 2016.  |  |
| Japan                                                   | 3,79%                    | 22. travnja 2016.  | 8. studenoga 2016.  |  |
| Savezna Republika Brazil                                | 2,48%                    | 22. travnja 2016.  | 21. rujna 2016.     |  |
| Kanada                                                  | 1,95%                    | 22. travnja 2016.  | 5. listopada 2016.  |  |
| Republika Koreja                                        | 1,85%                    | 22. travnja 2016.  | 3. studenoga 2016.  |  |
| Sjedinjene Meksičke Države                              | 1,70%                    | 22. travnja 2016.  | 21. rujna 2016.     |  |
| Republika Indonezija                                    | 1,49%                    | 22. travnja 2016.  | 31. listopada 2016. |  |
| Australija                                              | 1,46%                    | 22. travnja 2016.  | 9. studenoga 2016.  |  |
| Republika Južna Afrika                                  | 1,46%                    | 22. travnja 2016.  | 1. studenoga 2016.  |  |
| Islamska Republika Iran                                 | 1,30%                    | 22. travnja 2016.  |                     |  |
| Republika Turska                                        | 1,24%                    | 22. travnja 2016.  |                     |  |
| Ukrajina                                                | 1,04%                    | 22. travnja 2016.  | 19. rujna 2016.     |  |
| Republika Srbija                                        | 0,18%                    | 22. travnja 2016.  |                     |  |
| Kraljevina Norveška                                     | 0,14%                    | 22. travnja 2016.  | 20. srpnja 2016.    |  |
| Bosna i Hercegovina                                     | 0,08%                    | 22. travnja 2016.  |                     |  |
| Republika Makedonija                                    | 0,03%                    | 22. travnja 2016.  |                     |  |
| Crna Gora                                               | 0,01%                    | 22. travnja 2016.  | 11. listopada 2017. |  |

## Napuštanje SAD-a i povratak
Američki predsjednik Donald Trump službeno je priopćio u Bijeloj kući kako SAD, jedna od najznačajnijih industrijskih zemalja, napušta Pariški klimatski sporazum čime je ispunio jedno od svojih obećanja iz predizborne kampanje.
Na ovaj način, Trump koji je želio revitalizirati američku industriju ugljena, proglasio je ništavnim sporazum koji je njegov prethodnik Barack Obama snažno zagovarao i prema kojem se Amerika obvezala smanjiti emisiju stakleničkih plinova. 
Nakon pobjede na predsjedničkim izborima, novi američki predsjednik Joe Biden je na prvi službeni dan u uredu potpisao uredbu o pokretanju postupka vraćanja SAD-a u sporazum. Nakon 30 dana, SAD je službeno ponovo primljen 19. veljače 2021.

## Unutarnje poveznice
- Staklenički plinovi
- Globalno zatopljenje
- Klimatske promjene

## Vanjske poveznice
- Službeni list Europske unije: "Pariški sporazum (prijevod)", datum pristupa 19. listopada 2016. (http://eur-lex.europa.eu/legal-content/HR/TXT/HTML/?uri=CELEX:22016A1019(01)&from=HR)
- Europsko vijeće: "Pariški sporazum o klimatskim promjenama" (http://www.consilium.europa.eu/hr/policies/climate-change/timeline/  Arhivirana inačica izvorne stranice od 18. prosinca 2016. (Wayback Machine))
- Europska komisija: "Paris Agreement" (http://ec.europa.eu/clima/policies/international/negotiations/paris_en)
- Okvirna konvencija Ujedinjenih naroda o klimatskim promjenama, službene stranice (http://unfccc.int/paris_agreement/items/9485.php)
- Izvještaj 21. zasjedanja Konferencije stranaka (http://unfccc.int/resource/docs/2015/cop21/eng/10.pdf#page=30)